# Банија (Караш-Северин)
Банија (рум. Bănia) насеље је у Румунији у округу Караш-Северин у општини Банија. Oпштина се налази на надморској висини од 286 m.

## Прошлост
Први историјски помен је из 1484. године. Чинила су га у каснијем периоду три засеока, који су затим спојени у једно село.
Аустријски царски ревизор Ерлер је 1774. године констатовао да место "Баниа" припада Алмажком округу, Оршавског дистрикта. Село има милитарски статус а становништво је било претежно влашко. У месту је православна парохија која припада Мехадијском протопрезвирату. По "Румунској енциклопедији" православна црква посвећена Рођењу Богородице је грађена 1779. године, а школа отворена 1783. године. Ту 1824. године има три свештеника; двојица су Румуни, Пирте, Григориј и Киријак (ђакон) а један је Србин, поп Димитрије Богојевић.

## Становништво
Према подацима из 2002. године у насељу је живело 2014 становника.

### Попис2002.
| Расподела становништва по националности 2002.‍ | Расподела становништва по националности 2002.‍ | Расподела становништва по националности 2002.‍ | Расподела становништва по националности 2002.‍ | Расподела становништва по националности 2002.‍ |
| --------------------------------------------- | --------------------------------------------- | --------------------------------------------- | --------------------------------------------- | --------------------------------------------- |
|                                               |                                               |                                               |                                               |                                               |
| Румуни                                        | Румуни                                        |                                               | 1.959                                         | 97,6%                                         |
| Роми                                          | Роми                                          |                                               | 49                                            | 2,4%                                          |

### Хронологија
| Година       | 1992 | 1993 | 1994 | 1995 | 1996 | 1997 | 1998 | 1999 | 2000 | 2001 | 2002 | 2003 | 2004 | 2005 | 2006 | 2007 | 2008 | 2009 | 2010 | 2011 | 2012 | 2013 | 2014 | 2015 | 2016 | 2017 |
| ------------ | ---- | ---- | ---- | ---- | ---- | ---- | ---- | ---- | ---- | ---- | ---- | ---- | ---- | ---- | ---- | ---- | ---- | ---- | ---- | ---- | ---- | ---- | ---- | ---- | ---- | ---- |
| Становништво | 2027 | 1999 | 1976 | 1942 | 1922 | 1883 | 1890 | 1891 | 1904 | 1906 | 1923 | 1972 | 2006 | 1998 | 1983 | 1959 | 1932 | 1900 | 1883 | 1876 | 1855 | 1821 | 1786 | 1760 | 1724 | 1701 |